# Іньєста (футболіст Сан-Томе і Принсіпі)
Жокселені Фернандеш Карвалью (порт. Jokceleny Fernandes Carvalho), більш відомий за прізвиськом Іньєста (порт. Iniesta, нар. 21 жовтня 1992) — футболіст Сан-Томе і Принсіпі, який грає на позиції півзахисника і захисника. Відомий за виступами в низці клубів на батьківщині, а також у складі національної збірної Сан-Томе і Принсіпі.

## Кар'єра футболіста
У національній першості Сан-Томе і Принсіпі Іньєста грав у клубах «Спортінг» (Прая-Круж) та УДРА.
У національній збірній Сан-Томе і Принсіпі Іньєста дебютував 12 серпня 2017 року в матчі кваліфікації Кубка африканських націй зі збірною Камеруну. У футболці збірної брав участь у кваліфікаційних турнірах чемпіонату світу з футболу та Кубка африканських націй. Станом на кінець 2022 року у національній команді зіграв 9 матчів, у яких відзначився 2 забитими м'ячами.